# PEC in het seizoen 1921/22
Het seizoen 1921/1922 was het 12e jaar in het bestaan van de Zwolse voetbalclub PEC. De club kwam uit in de Tweede Klasse Oost A.

## Wedstrijdstatistieken

### Tweede Klasse A
| A.V.C. Heracles II                                       | |               |                    |
|                                                          | PEC | 2 – 0 (1 – 0) | A.V.C. Heracles II |
| 16 oktober 1921 Plaats: Zwolle Het Bleekien              | (pen) |               |                    |
|                                                          | A.V.C. Heracles II                                                                                         | 1 – 1 (0 – 0) | PEC                |
| 18 december 1921 Plaats: Almelo Bornsestraat             | Kolthof 88'                                                                                                |               |                    |
| Enschedese Boys                                          | |               |                    |
|                                                          | PEC | 2 – 1 (1 – 1) | Enschedese Boys    |
| 23 oktober 1921 Plaats: Zwolle Het Bleekien              | Marinus Liebregt ter Heege (e.d.)                                                                          |               | Goedhart           |
|                                                          | Enschedese Boys                                                                                            | 2 – 0 (0 – 0) | PEC                |
| 9 april 1922 Plaats: Plaats: Enschede Volkspark          | Goedhart 52' Wiggers sr 59'                                                                                |               |                    |
| A.A.C.                                                   | |               |                    |
|                                                          | PEC | 2 – 1 (0 – 0) | A.A.C.             |
| 20 november 1921 Plaats: Zwolle Het Bleekien             | |               |                    |
|                                                          | A.A.C. | 2 – 3 (2 – 0) | PEC                |
| 12 maart 1922 Plaats: Zutphen Sportpark AZC Zutphen      | ’t Hout Zwiers                                                                                             |               |                    |
| G.F.C.                                                   | |               |                    |
|                                                          | PEC | 5 – 2 (2 – 1) | GFC                |
| 14 mei 1922 Plaats: Zwolle Het Bleekien                  | Jaap van Buren                                                                                             |               | Endeman            |
|                                                          | GFC | 2 – 1 (0 – 1) | PEC                |
| 13 november 1921 Plaats: Goor Sportpark Herikerberg      | Rouweler 50' J Schut 52'                                                                                   |               | 10' Cees Marselis  |
| HVV Tubantia                                             | |               |                    |
|                                                          | PEC | 1 – 0 (1 – 0) | HVV Tubantia       |
| 27 november 1921 Plaats: Zwolle Het Bleekien             | Jaap van Buren                                                                                             |               |                    |
|                                                          | HVV Tubantia                                                                                               | 1 – 0 (1 – 0) | PEC                |
| 25 september 1921 Plaats: Hengelo Sportpark De Bijenkorf | Hoogland                                                                                                   |               |                    |
| P.W.                                                     | |               |                    |
|                                                          | PEC | 8 – 0 (3 – 0) | P.W.               |
| 2 oktober 1921 Plaats: Zwolle Het Bleekien               | Arie Planken Marinus Liebregt Cees Marselis Marinus Liebregt Arie Planken Wolle van de Bosch Cees Marselis |               |                    |
|                                                          | P.W. | 1 – 0 (1 – 0) | PEC                |
| 23 april 1922 Plaats: Enschede Sportpark PW              | Vondeling 30'                                                                                              |               |                    |
| Rigtersbleek                                             | |               |                    |
|                                                          | PEC | 1 – 0 (1 – 0) | vv Rigtersbleek    |
| 26 maart 1922 Plaats: Zwolle Het Bleekien                | Jaap van Buren                                                                                             |               |                    |
|                                                          | vv Rigtersbleek                                                                                            | 1 – 0 (1 – 0) | PEC                |
| 26 januari 1922 Plaats: Enschede Sportpark Rigtersbleek  | Bruggeman 30'                                                                                              |               |                    |

## Statistieken PEC 1921/1922

### Eindstand PEC in de Nederlandse Tweede Klasse 1921 / 1922
| Stand | Gespeeld | Gewonnen | Gelijk | Verloren | Punten | Doelpunten voor | Doelpunten tegen |
| ----- | -------- | -------- | ------ | -------- | ------ | --------------- | ---------------- |
| 3e    | 14       | 8        | 1      | 5        | 17     | 26              | 14               |

### Punten per tegenstander
|       | A.V.C. Heracles II | Enschedese Boys | A.A.C. | G.F.C. | HVV Tubantia | P.W. | Rigtersbleek |
| ----- | ------------------ | --------------- | ------ | ------ | ------------ | ---- | ------------ |
| Thuis | 2                  | 2               | 2      | 2      | 2            | 2    | 2            |
| Uit   | 1                  | 0               | 2      | 0      | 0            | 0    | 0            |

### Doelpunten per tegenstander
|       | A.V.C. Heracles II | Enschedese Boys | A.A.C. | G.F.C. | HVV Tubantia | P.W. | Rigtersbleek | Totaal |
| ----- | ------------------ | --------------- | ------ | ------ | ------------ | ---- | ------------ | ------ |
| Thuis | 2                  | 2               | 2      | 5      | 1            | 8    | 1            | 21     |
| Uit   | 1                  | 0               | 3      | 1      | 0            | 0    | 0            | 5      |
|       |                    |                 |        |        |              |      |              | 26     |